# Scybalium fungiforme
Scybalium fungiforme är en tvåhjärtbladig växtart som beskrevs av Heinrich Wilhelm Schott och Endl. Scybalium fungiforme ingår i släktet Scybalium och familjen Balanophoraceae. Inga underarter finns listade i Catalogue of Life.

## Bildgalleri

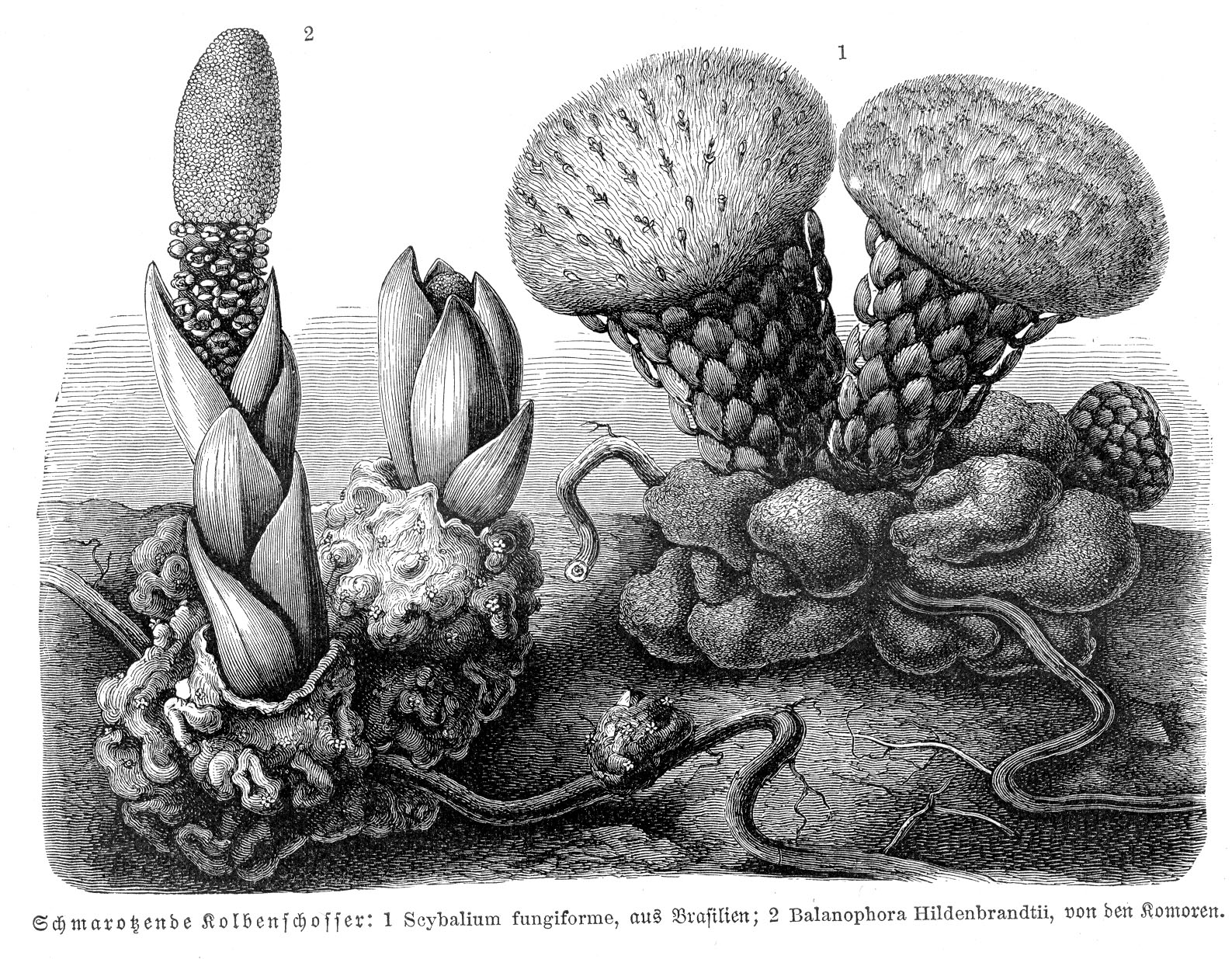